# Artemisia oxycephala
Artemisia oxycephala là một loài thực vật có hoa trong họ Cúc. Loài này được Kitag. mô tả khoa học đầu tiên năm 1936.